# Из тьмы (фильм, 1989)
«Из тьмы» (англ. Out of the Dark) — американский эротический комедийный фильм ужасов 1988 года. Картина примечательна тем, что является последним фильмом, в котором сыграл Гленн Милстед, известный также как Дивайн.

## Сюжет
«Suite Nothings» — это горячая линия для секса по телефону из Лос-Анджелеса. Работают там сплошь неудавшиеся модели, которые с утра до ночи выслушивают самые дикие фантазии своих клиентов. Среди таких оказывается некто Бобо, убийца-психопат, который носит маску клоуна. В то время как полиция пытается идентифицировать личность клоуна, модели агентства начинают погибать одна за другой.

## В ролях
- Карен Блэк — Рут Уилсон
- Бад Корт — Даг Стрингерс
- Джеффри Льюис — Деннис
- Трейси Уолтер — лейтенант Фрэнк Мейерс
- Гленн Милстед — детектив Ланджелла
- Кэмерон Дай — Кевин Сильверс
- Лэйни Казан — Нэнси
- Карен Уиттер — Джо Энн
- Карен Майо-Чандлер — Барбара
- Таб Хантер — водитель

## Релиз
Фильм был выпущен в 1989 году на видео по заказу RCA/Columbia Pictures. В 2009 году впервые показан на телевидении каналом FearNet. В 2011 году состоялся релиз фильма на DVD.

## Критика
Стивен Холден из The New York Times дал фильму отрицательный отзыв, назвав его «женоненавистническим» и раскритиковал его непоследовательность. В Time Out назвали фильм «прямым копированием слэшеров 70-х годов», а также раскритиковали очевидность личности убийцы. TV Guide поставил фильму только одну из четырёх звезд, заявив, что единственным положительным моментом был «эксцентричный массив вспомогательных актёров».